# Убан, Филипп
Филипп Убан (фр. Philippe Houben) — французский ватерполист и пловец, бронзовый призёр летних Олимпийских игр 1900.
В водном поло на Играх Убан входил в состав третьей французской команды, которая сразу же проиграла Бельгии в четвертьфинале со счётом 2:0, не пройдя дальше.
Кроме того, Убан участвовал в командной гонке на 200 м по плаванию. Его команда стала в итоге третьей, и все её члены стали бронзовыми призёрами Игр.